# 塞勒姆 (下萨克森州)
塞勒姆（德語：Sehlem）是德国下萨克森州的一个市镇。总面积12.77平方公里，总人口914人，其中男性450人，女性464人（2011年12月31日），人口密度72人/平方公里。